# 통영 봉평동 지석묘
통영 봉평동 지석묘(統營 鳳坪洞 支石墓)는 대한민국 경상남도 통영시 봉평동에 있는 고인돌이다. 1991년 12월 23일 경상남도의 기념물 제107호 봉평동 지석묘로 지정되었다가, 2018년 12월 20일 현재의 명칭으로 변경되었다.

## 개요
지석묘는 청동기시대의 대표적인 무덤으로 고인돌이라고도 부르며, 주로 경제력이 있거나 정치권력을 가진 지배층의 무덤으로 알려져 있다.
우리나라의 고인돌은 4개의 받침돌을 세워 돌방을 만들고 그 위에 거대하고 평평한 덮개돌을 올려 놓은 탁자식과, 땅 속에 돌방을 만들고 작은 받침돌을 세운 뒤 그 위에 덮개돌을 올린 바둑판식으로 구분된다.
경상남도 통영시 봉평동의 해안가에 있는 2기의 고인돌은 작은 받침돌 위에 덮개돌이 올려진 모습이며, 덮개돌이 지상 위에 붙어 있어서 하부구조는 자세히 알 수 없다. 이 지역 주민들에 의하면 과거에는 수십기의 고인돌이 주변 해안선을 따라 분포하고 있었는데, 민가가 들어서면서 훼손되거나 덮개돌이 따로 분리되면서 지금은 2기만 남아있는 것이라 한다.
봉평동의 고인돌은 청동기시대 남해안이나 섬 지역의 고인돌 연구 및 우리나라 남해안 지역의 것과 유사한 모습을 보이는 일본의 고인돌을 연구하는데 중요한 자료로 여겨진다.

## 참고 문헌
- 통영 봉평동 지석묘 - 국가유산청 국가유산포털